# Platycoryne isoetifolia
Platycoryne isoetifolia är en orkidéart som beskrevs av Phillip James Cribb. Platycoryne isoetifolia ingår i släktet Platycoryne och familjen orkidéer. Inga underarter finns listade i Catalogue of Life.